# Teatro de títeres del krai de Krasnodar
El Teatro de títeres del krai de Krasnodar (del ruso: Краснодарский краевой театр кукол) es un teatro de títeres situado en el distrito central de la ciudad de Krasnodar, capital del krai de Krasnodar de Rusia. Es el primer teatro infantil creado en el Kubán. Fue inaugurado en 1939 como Teatro de títeres del koljós y del sovjós de Krasnodar.
En 1963 fue nombrado como director principal del teatro A. A. Kirilovski, que desarrolló considerablemente la actividad del teatro. En 1967 en la calle Krásnaya se construyó un nuevo edificio, que desde 1972 es la sede del tetro. 
En 1997 el teatro realizó una gira artística por Alemania. En el Festival Internacional de Teatros de Títeres de Praga consiguió el gran premio del jurado. Se creó una compañía profesional estable. En abril de 2007 en el Festival Internacional de Teatros de Títeres de Lodz (Polonia), se concedió el premio al mejor papel femenino a la actriz Anna Sezonenko. En 2009, el teatro cumplió 70 años.

## Dirección
- Konstantón Mójov, director artístico.
- Tair Bagmanogly Raguimov, director.

## Actores
- Olga Lobuzenko, administradora de la compañía.
- Valentina Golobushkina, actriz.
- Ravashi Shamuilov, actor.
- Yelena Borobicheva, actriz.
- Natalia Golub, actriz.
- Inna Dubinskaya, actriz.
- Vitali Lobuzenko, actor.
- Vera Lukianenko, actriz.
- Daria Lysiakova, actriz.
- Vladímiv Orlov, actor.
- Yevgueni Sumaneyev, actor.
- Olga Jorosheva, actriz.
- Dmitri Chasovskij.